# خوان ألنو
خوان ألنو (مواليد 2 سبتمبر 1996) هو لاعب كرة قدم برازيلي.

## وصلات خارجية
- خوان ألنو على موقع رابطة كرة القدم اليابانية للمحترفين (اليابانية)
- خوان ألنو على موقع إي إس بي إن إف سي (الإنجليزية)
- خوان ألنو على موقع قاعدة بيانات كرة القدم.إي يو (الإنجليزية)
- خوان ألنو على موقع Soccerbase.com (لاعب) (الإنجليزية)
- خوان ألنو على موقع Soccerway.com (الإنجليزية)
- خوان ألنو على موقع عالم كرة القدم.نت (الإنجليزية)